# Formica antiqua
Formica antiqua é uma espécie de formiga do gênero Formica, pertencente à subfamília Formicinae.